# Sam Denby
Sam Denby (* 17. März 1998 in Washington, D.C.) ist ein US-amerikanischer YouTuber und Podcaster, der für seine YouTube-Kanäle Wendover Productions, Half as Interesting, Jet Lag: The Game und den Podcast Extremities bekannt ist.

## Karriere

### Wendover Productions
Am 11. Februar 2010 erstellte Denby den YouTube-Kanal Wendover Productions, sein erstes Video über die Psychologie von Werbung lud er am 31. August 2015 hoch. Seitdem folgten hunderte weitere. In den Videos geht es häufig um Logistik, insbesondere in der Luftfahrt, sowie um Geographie und Wirtschaft. Sein Video über den Tourismus in Island erhielt große Aufmerksamkeit. Stand Oktober 2023 hat der Kanal mehr als 4,3 Mio. Abonnenten und mehr als 500 Mio. Aufrufe.

### Half as Interesting
Am 31. August 2017 verkündete Denby die Veröffentlichung eines Zweitkanals namens Half as Interesting, eine Fortführung seiner Videoreihe „That Wikipedia List“. Diese behandelt Themen, die Denby aus der Liste „Unusual articles“ in der englischsprachigen Wikipedia auswählte. Half as Interesting begrenzt sich jedoch nicht auf die Liste.

### Jet Lag: The Game
Auf dem am 20. Mai 2022 erstellten Kanal Jet Lag: The Game erschien zunächst eine dreiteilige Show, in der Denby mit seinem Teampartner Brian McManus vom YouTube-Kanal Real Engineering gegen ein zweites Team, bestehend aus Adam Chase und Ben Doyle, eine abgewandelte Version von Vier gewinnt spielt. Ziel war es, vier Bundesstaaten im Westen der USA zu bereisen, welche sich durch eine horizontale oder vertikale Linie verbinden lassen mussten. Um den jeweiligen Staat für sich zu gewinnen, musste das Team in der Hauptstadt des Bundesstaates eine Challenge bestehen. Die erste Staffel wurde von Denby und McManus gewonnen.
In der zweiten Staffel traten wieder zwei Teams, diesmal mit dem Ziel einer Weltumrundung per Flugzeug innerhalb von 100 Stunden, gegeneinander an. Denbys Teampartner war in dieser Staffel Joseph Pisenti vom YouTube-Kanal RealLifeLore; Chase und Doyle bildeten wieder das zweite Team. Diese Staffel wurde von Doyle und Chase gewonnen.
Die dritte Staffel beinhaltete eine Variation des Spiels Fangen in Westeuropa. Denby, Chase und Doyle traten diesmal gegeneinander an. Jeweils einer der Spieler musste dabei mithilfe öffentlicher Verkehrsmittel versuchen, seinem individuellen Ziel möglichst nahe zu kommen, während er von den anderen Spielern unter Einsatz eines GPS-Trackers gesucht wurde. Das Spiel endete nach entweder 3 Tagen oder wenn einer der Spieler sein Ziel erreichte. In dieser Staffel triumphierte Adam Chase, da sich der „Runner“ nach 3 Tagen in seinem Gebiet befand.
Die vierte Staffel fand wieder in den USA statt. Ziel des Spiels war es, in 100 Stunden in so vielen Bundesstaaten wie möglich jeweils eine von 7 möglichen Challenges zu erledigen, um den Bundesstaat für sein Team zu beanspruchen. Ein Bundesstaat kann nur von einem Team beansprucht werden. Pro Bundesstaat gab es einen Punkt. Außerdem gab es zwei Bonuspunkte für das Team, was am Ende die Bundesstaaten mit der zusammengerechnet größeren Fläche für sich beansprucht hatte.
Wie schon in Staffel 1 bildete Denby mit McManus ein Team, sowie Chase mit Doyle. In dieser Staffel gewannen Doyle und Chase.
Die fünfte Staffel fand in Neuseeland statt, wobei zwei Teams vom Norden nach Süden fahren mussten. Dabei standen nur wenige Straßen zur Auswahl; unterwegs mussten erneut Challenges bewältigt werden. Denby war in dieser Staffel im Team mit Toby Hendy vom Youtube-Kanal Tibees, während Chase und Doyle das Kontrahententeam bildeten. Diese Staffel konnten Hendy und Denby für sich entscheiden.
Die sechste Staffel hatte das Grundprinzip von Capture the Flag und fand in Japan statt. Ziel des Spiels war es „die Flagge“, ein Produkt aus einem bestimmten Verkaufsautomaten aus der gegnerischen Spielhälfte in die eigene Zone zu befördern, ohne vom gegnerischen Team entdeckt zu werden.
Im Mittelpunkt standen auch wieder Challenges, die teilweise am Land angepasst waren, um die Fahrten mit öffentlichen Verkehrsmitteln mit Punkten zu bezahlen. So war zum Beispiel eine der Spielkarten auf Japanisch und musste, ohne Hilfe eines Smartphones, übersetzt werden, um die eigentliche Aufgabe zu erfahren. Anders als in den anderen Staffeln vergrößerte sich die Spielfläche über drei Runden. Runde 1 wurde in Tokio ausgetragen, Runde 2 in Chūbu, Kantō und einem Teil von Tōhoku und die 3. Runde im ganzen Land.
Wieder bildeten Chase und Doyle ein Team während Denby mit Scotty Allen vom YouTube-Kanal Strange Parts antrat. In dieser Staffel bewiesen Chase und Doyle wieder ihr Können und gewannen das Spiel.
Die siebte Staffel war eine Neuauflage der dritten Staffel mit gleichen Regeln und Ausgangsort, sowie gleichen Zielen. In dieser Staffel gewann Ben Doyle, nachdem die 3 Tage vergangen sind.
Die achte Staffel fand wieder in den USA statt. Die vier Spieler mussten schnellstmöglich von Utqiagvik in Alaska nach Key West in Florida reisen. Sam Denby bildete zusammen mit Michelle Khare, die von ihrem gleichnamigen YouTube-Kanal bekannt ist, ein Team, während Ben Doyle und Adam Chase als ihre Gegner ein Team formten. Um sich mit einem Verkehrsmittel fortzubewegen, mussten die Spieler Challenges bestehen und sich damit jeweils eines der 4 simultanen, täglich wechselnden Tickets aus dem gemeinsamen Ticketpool „The Flop“ aneignen. Sobald ein Ticket beansprucht wurde, wurde sein Poolslot durch ein neues Ticket ersetzt, so dass es für das andere Team vorerst unerreichbar wurde. Die Tickets konnten durch sogenannte „Steal“-Karten dann trotzdem einmalig geklaut werden. Team Denby-Khare erreichte als erstes das Ziel und konnte den Sieg somit knapp für sich entscheiden.
Die neunte Staffel fand in der Schweiz statt. Die drei Spieler mussten in Solo-Teams eine große Runde Verstecken spielen. Das Sucher-Team konnte Informationen mit Münzen vom Verstecker abkaufen. Mit diesen Münzen konnte der Verstecker Flüche kaufen, welche die Sucher behindern. Adam Chase hat gewonnen.
Die zehnte Saison fand mit Toby Hendy, als wiederkehrendem Gast, in Australien statt.
Die elfte Staffel ist eine Neuauflage der dritten und siebten Staffel mit den gleichen Spielern, aber mit neuen Start- und Zielorten in Europa.
Der Start war in Ferrara, Italien. Denby musste nach Lyon in Frankreich, Doyle nach Capri in Italien und Chase nach Bratislava in der Slowakei.
Die zwölfte Staffel war, wie die neunte Staffel, ein Versteckspiel. Sie fand jedoch in Japan statt.
Die dreizehnte Staffel fand in den Mitgliedsstaaten des Schengen-Raumes statt. Der Spielmodus war neu: Es galt, innerhalb von sechs Tagen möglichst viele Staaten zu bereisen. Dabei konnte das gegnerische Team ein Land „stehlen“, sofern dieses nicht durch Erledigung einer Challenge gesichert wurde. Im Vergleich zu allen vorherigen Staffeln sind die Challenges der Staffel 13 deutlich anspruchsvoller und haben eine niedrigere Erfolgsquote.
Der Kanal hatte Mitte April 2025 etwa 871.000 Abonnenten.

### Nebula
Denby ist Mitbegründer und Co-Manager des Streaminganbieters Nebula, der speziell für Internet-Videoersteller und Podcasts gedacht ist. Jet-Lag-Folgen werden dort eine Woche eher veröffentlicht; der zugehörige Podcast The Layover erscheint dort exklusiv.